# Dekonwolucja Wienera

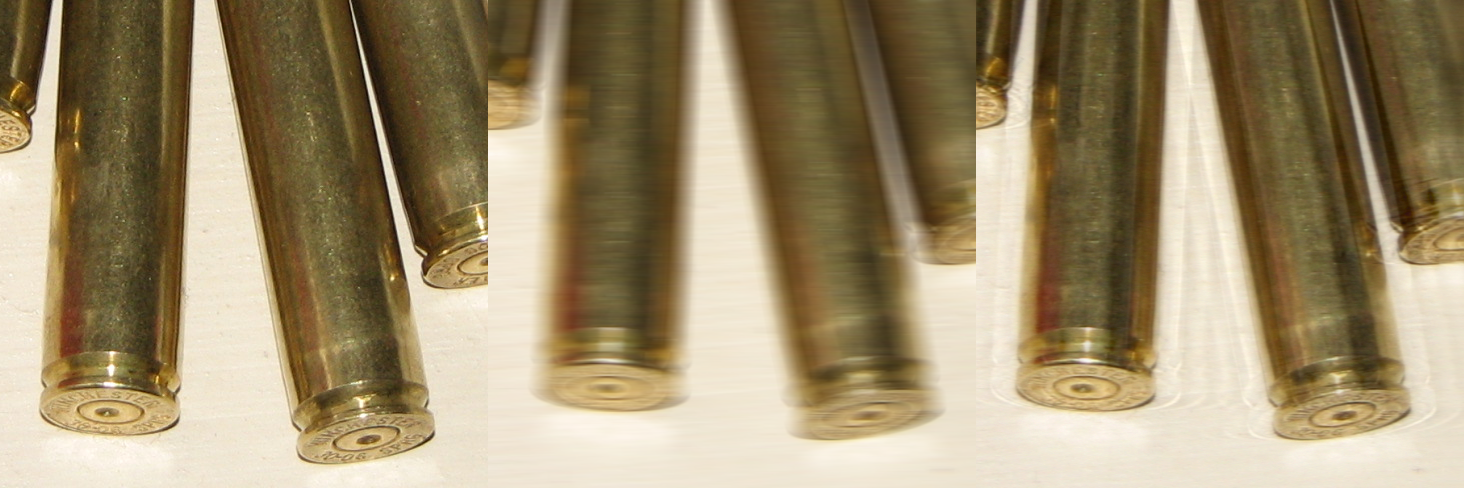
Przywracanie ostrości obrazu – od lewej: obraz oryginalny, obraz rozmyty i obraz rozmyty po dekonwolucji Wienera

Dekonwolucja Wienera – zastosowanie filtru Wienera w celu oddzielenia szumu, który podlega splotowi z pierwotnym sygnałem. Jest ona dokonywana w domenie częstotliwości.
Dekonwolucja Wienera jest często stosowana w cyfrowym przetwarzaniu sygnałów (np. w optyce), ponieważ łatwo jest przy jej pomocy określić spektrum częstotliwości niezaburzonego sygnału. Dodatkowym efektem jego zastosowania w przypadku obrazu, jest także pozbycie się rozmycia. Zastosowanie dekonwolucji Wienera minimalizuje błąd średniokwadratowy. Jeśli szum jest równy zero, zastosowanie filtru Wienera, jest równe filtrowi odwrotnemu. Były także próby zastosowania uczenia głębokiego w celu polepszenia efektów dekonwolucji Wienera.